# Kasaba
Pour plus de détails, voir Fiche technique et Distribution.
Kasaba est un film turc réalisé par Nuri Bilge Ceylan, sorti en 1997.
Le film est une adaptation d'une histoire écrite par Emin Ceylan, sœur du cinéaste, inspirée des souvenirs de leur enfance commune dans une petite ville reculée d'Anatolie.

## Fiche technique
- Titre original : Kasaba
- Titre international : The Small Town (traduction littérale titre original : « la petite ville »)
- Réalisation : Nuri Bilge Ceylan
- Scénario : Nuri Bilge Ceylan, d'après une histoire originale d'Emin Ceylan
- Son : Ismail Karadas
- Montage : Ayhan Ergürsel, Nuri Bilge Ceylan
- Production : Nuri Bilge Ceylan
- Société de production : NBC Film
- Format : noir et blanc
- Durée : 85 minutes
- Dates de sortie :
  - Turquie : 28 novembre 1997
  - France : 16 août 2023

## Distribution
- Mehmet Emin Toprak : Saffet
- Havva Saglam : Hulya
- Cihat Butun : Ali
- Fatma Ceylan : la grand-mère
- Mehmet Emin Ceylan : le grand-père
- Sercihan Alioglu : le père
- Semra Yilmaz : la mère
- Latif Altintas : l'instituteur
- Muzaffer Özdemir : Ahmet le fou

## Production
Kasaba est un film qui se veut largement autobiographique. Nuri Bilge Ceylan y raconte son enfance à la campagne en Turquie. Il a d'ailleurs fait jouer ses proches, sauf pour les rôles des enfants qui ont fait l'objet d'un casting.
L'histoire se déroule dans les années 1970 ; c'est pour cela que le réalisateur a choisi de tourner en noir et blanc, « pour le côté rétro ».

## Distinctions
- Festival international du film de Tokyo 1998 : Prix d'argent
- Festival international du film d'Istanbul 1998 : Prix FIPRESCI
- Berlinale 1998 : Prix Caligari
- Festival Premiers Plans d'Angers 1999 : Prix spécial du jury